# Lotus sessilifolius
Lotus sessilifolius är en ärtväxtart som beskrevs av Dc. Lotus sessilifolius ingår i släktet käringtänder, och familjen ärtväxter. Inga underarter finns listade i Catalogue of Life.